# Nico Gunzburg
Nico Gunzburg, né le 2 septembre 1882 à Riga et décédé le 5 mars 1984 à Anvers, est un avocat et criminologue belge.

## Biographie

### 1882-1918
En 1885, ses parents, s'étant enfuis de la Lettonie, trouvèrent refuge à Anvers en Belgique. Nico Gunzburg y fréquenta l'école secondaire à l'athénée royal d'Anvers. Il fit ensuite des études de droit à l'Université libre de Bruxelles. C'est à cette époque et toujours en tant qu'étudiant, qu’il commença à devenir socialement engagé et à se consacrer au mouvement flamand. Il devint président de Geen taal, geen vrijheid en 1905-06 et publia ses premiers articles scientifiques en néerlandais. Dans le but de réunir les étudiants flamands des quatre universités de l’époque, avec Frans Van Cauwelaert, il fonda une ligue. En outre, il devint impliqué dans la Ligue des juristes flamands et dans l’organisation des Conférences juridiques flamandes. Après avoir obtenu son diplôme en 1906, il commença à travailler comme avocat à Anvers.
Pendant la Première Guerre mondiale, Nico Gunzburg était volontaire de l'armée belge.

### 1918-1940
Pendant l'entre-deux-guerres, il enseigna à l'Université de Gand, principalement la criminologie. Politiquement, il fut l’un des partisans de la néerlandisation de l'Université de Gand. Il fut d’ailleurs le premier à prendre l'initiative, derrière les coulisses, de lancer une commission pour essayer d'obtenir et de préparer la néerlandisation de cette université. À cette fin, il prit contact avec l'homme politique, historien de l'art et écrivain August Vermeylen, qu'il put enthousiasmer pour la cause, pour ensuite faire appel à d’autres Flamands éminents. La commission débuta officiellement en 1919 et défendit la proposition de loi de 1911 de Louis Franck, Frans Van Cauwelaert et Huysmans. Cette proposition de loi visait la néerlandisation complète de l'enseignement en Flandre après plusieurs années de mesures de transition. 
En 1927, il fut le premier Belge à publier un manuel de droit matrimonial en néerlandais. Pendant plusieurs années, il fut membre de la Commission chargée de rédiger une version néerlandaise de la Constitution de la Belgique et d'autres lois et arrêtés. En 1938, il fonda l'Institut de criminologie, après quoi il quitta la Belgique, en 1940, pour le Brésil, en passant par la France et Lisbonne.

### 1940-1984
En janvier 1941, sa bibliothèque d'histoire, de droit et de culture juive est confisquée.
Au cours de la Seconde Guerre mondiale, il demeura également aux États-Unis où, entre autres choses, il enseigna à l’Université de Syracuse. Il rejoignit les nombreux négociants et diamantaires juifs à New York. À la demande du président Franklin Delano Roosevelt, il joua un rôle dans la préparation des procès de Nuremberg, où les criminels de guerre allemands furent jugés. Après la guerre, il séjourna temporairement en Amérique, où il travailla dans le cadre de l'Organisation des Nations unies sur les problèmes des personnes déplacées, pour revenir en Belgique par la suite. 
Son frère, le Dr Isi Gunzburg, professeur à l'Université libre de Bruxelles, fut arrêté par les nazis en 1943 et disparut par la suite. Un membre de sa famille, directeur de banque en Lettonie, fut également victime du régime nazi. 
Il continua à donner des cours à Gand jusqu'en 1952 pour ensuite contribuer au développement de l'Indonésie, alors depuis peu souveraine. Il y enseigna la criminologie et contribua à la réforme de la police indonésienne. Il devint conseiller du Premier ministre et entretenait aussi une relation amicale avec le président Sukarno. En 1956, Gunzburg retourna à Anvers où il restait actif comme avocat et président d’associations caritatives juives. Ainsi, il fut le fondateur de la Gestion centrale de la bienfaisance et de l'assistance sociale juive.
Par un recueil de poèmes, Ziel en zucht, et son roman Het boek Ruth, entre autres, et la publication de plusieurs articles dans De Vlaamse Gids et pour la société littéraire De Distel, il marque sa contribution à la littérature néerlandaise en Flandre.
Il fut enterré à Anvers, au cimetière de Schoonselhof.

## Sources et liens externes
- (nl) Florquin, Joos, Ten huize van ... 9, Davidsfonds, Louvain/Orion - Desclée De Brouwer, Bruges, 1973, entretien avec Nico Gunzburg, p. 195-233
- (nl) Gunst, Petra, Gunzburg, Nico (1882-1984), biographie sur le site web UGentMemorie.be
- (nl) N.N., Nico Gunzburg (1882-1984), sur le site web de l'université libre néerlandophone de Bruxelles (Vrije Universiteit Brussel)